# Campionati europei di beach volley 2016
I Campionati europei di beach volley 2016 si sono svolti dall'1 al 5 giugno 2016 a Bienne in Svizzera.

## Podi
| Evento                      | Oro                                    | Argento                                           | Bronzo                                  |
| Torneo maschile (dettagli)  | Italia Paolo Nicolai Daniele Lupo      | Russia Konstantin Semionov Viacheslav Krasilnikov | Polonia Grzegorz Fijałek Mariusz Prudel |
| Torneo femminile (dettagli) | Germania Laura Ludwig Kira Walkenhorst | Rep. Ceca Markéta Sluková Barbora Hermannová      | Germania Karla Borger Britta Büthe      |

## Medagliere
| Posizione | Nazione   | Oro | Argento | Bronzo | Totale |
| --------- | --------- | --- | ------- | ------ | ------ |
| 1         | Germania  | 1   | 0       | 1      | 2      |
| 2         | Italia    | 1   | 0       | 0      | 1      |
| 3         | Rep. Ceca | 0   | 1       | 0      | 1      |
| 3         | Russia    | 0   | 1       | 0      | 1      |
| 5         | Polonia   | 0   | 0       | 1      | 1      |
| Totale    | Totale    | 2   | 2       | 2      | 6      |